# Scandale du Burning Sun
Le scandale du Burning Sun est une affaire juridique et médiatique sud-coréenne relative à un nightclub de Séoul abritant des activités illégales telles que la distribution de drogue aux clients privilégiés pour leur permettre de violer des clientes, l'autorisation d'entrer dans l'établissement aux mineurs, ainsi qu'à des allégations de corruption d'agents de police et de mise en place d'un réseau de prostitution. Des personnalités célèbres du monde de la K-pop se sont échangé des photos et vidéos de violences ou d'agressions sexuelles sur des femmes droguées ou en état d’ébriété, sans que celles-ci soient consentantes. Ce scandale, qui a choqué le pays, est le plus important à frapper l'industrie de la K-pop, en raison du rôle central occupé par plusieurs chanteurs. En novembre 2019, le procès de deux d'entre eux se conclut par des peines de prison de 5 et 6 ans, notamment pour viol en réunion et diffusion du matériel vidéo concerné.
Les premières allégations de crimes sexuels ont conduit le pays à s'interroger collectivement sur la nature du « molka », une tendance croissante à filmer à leur insu les femmes dans des situations intimes. L'affaire a alimenté les partis politiques, qui se sont disputés pour savoir comment le gérer. Un deuxième night club, le Monkey Museum, est accusé d’avoir corrompu un officier de police pour qu'il ferme les yeux sur les installations illégales à l’intérieur.
Le 8 mars, à l'occasion de la Journée internationale des femmes, une manifestation a eu lieu dans la rue de Gangnam, contre le Burning Sun et d'autres boîtes de nuit, appelant à la fin de la culture qui traite les femmes comme des objets sexuels.
La nature sérieuse de ce scandale a suscité une vive réaction du président du pays. Le 18 mars, le président Moon Jae-in a ordonné l'ouverture d'une enquête approfondie sur deux affaires similaires, l'une impliquant l'ancien vice-ministre de la justice, Kim Hak-eui, qui avait connu un scandale en 2013. Le deuxième cas est le suicide de l'actrice débutante Jang Ja-yeon en 2009, dont la lettre d'adieu indiquait qu'elle avait été forcée par son agence de divertissement à avoir des relations sexuelles avec une trentaine d'hommes. Le traitement de ces affaires avait été critiqué pour son manque d'impartialité en raison de la participation de personnalités bien connues.

## Contexte

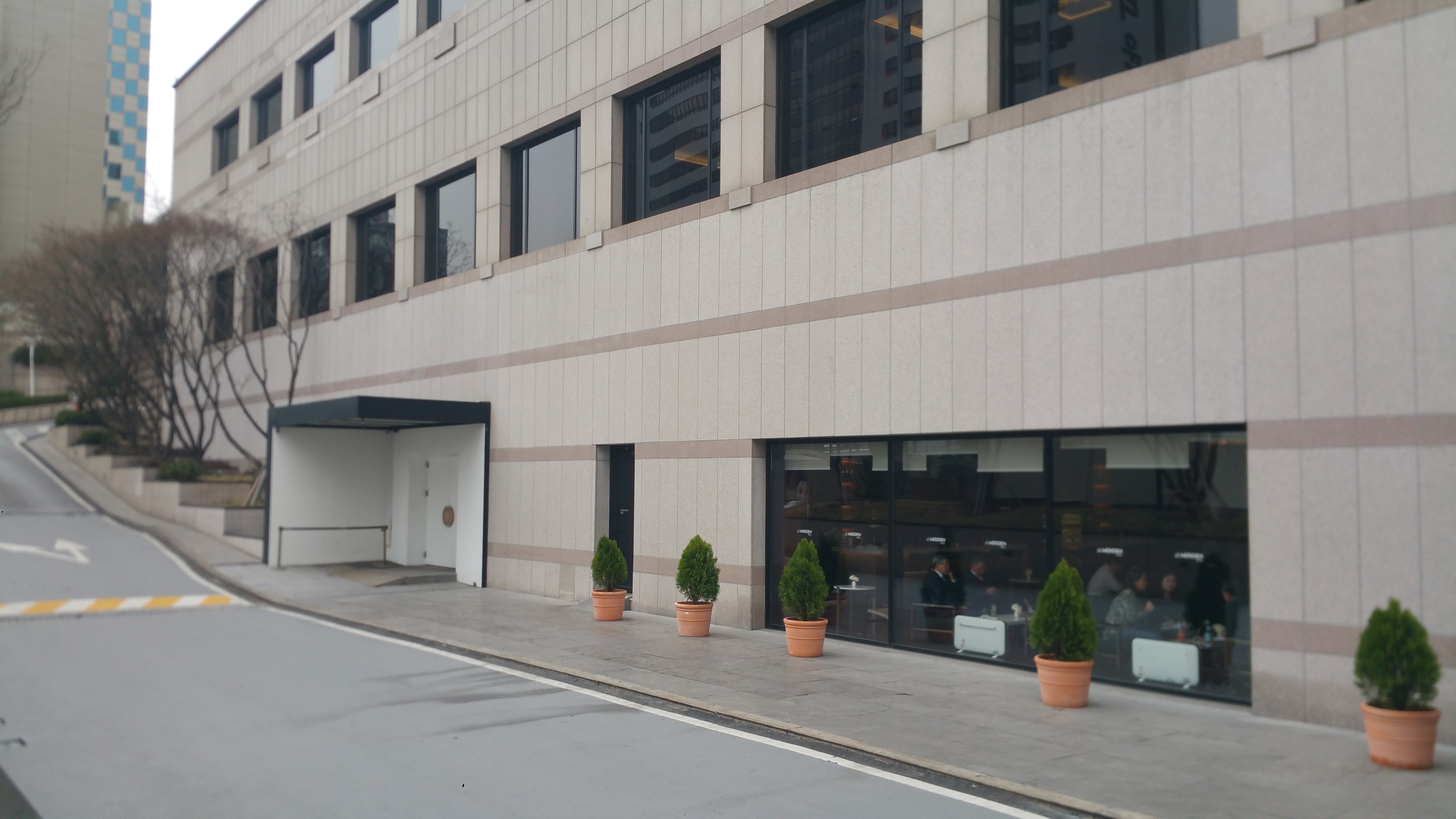
Rue menant au Burning Sun.

Le 28 janvier 2019, l'émission MBC Newsdesk a diffusé une séquence vidéo d'une agression ayant eu lieu au Burning Sun, une boîte de nuit dont Seungri, un chanteur populaire faisant partie du groupe BIGBANG, était DJ.
Kim Sang-kyo, qui affirme être la victime, aurait été attaqué par les agents de sécurité du club mais aurait aussi été arrêté en tant qu'agresseur. Auparavant, ce dernier s'est exprimé sur le réseau social Bobaedream au sujet de l'incident. Il a écrit : « Le 24 novembre, au Burning Sun, une femme harcelée sexuellement m'a pris par l'épaule et s'est cachée derrière moi. J'ai demandé de l'aide à un garde de sécurité, mais j'ai fini par me faire tabasser par les gardes de sécurité et des personnes qui ressemblaient à leurs amis. ». Il a affirmé avoir été menotté et emmené au poste de police, où il a de nouveau été violenté par la police. Pour étayer ses affirmations, il a posté deux photos : une de son visage ensanglanté et une autre de son traitement médical à l'hôpital. Il a déclaré souffrir de douleurs au niveau de son estomac et de sa figure, incluant trois côtes cassées.
Une nouvelle séquence vidéo, cette fois-ci extraite d'une vidéosurveillance, montre plusieurs agents de sécurité traînant Kim Sang-kyo hors du club et le font tomber par terre. Le directeur du club, M. Jang, attrape l’homme par les cheveux, le frappe au visage, le traîne sur la route et continue de le frapper. Les gardes de sécurité agrippent la victime pour que le directeur puisse le rouer de coups.
Lors d'une interview avec MBC Newsdesk, Kim a déclaré : « Une personne a pris ma tête en me frappant et les gardes de sécurité ont apporté leur aide. C'était extrêmement honteux. Je me souviens que tout le monde me surveillait. ». Lorsque le directeur et les agents de sécurité sont retournés au club, il a appelé la police et a signalé l'incident. Lorsque celle-ci est arrivée sur les lieux au bout de 10 minutes, ils se sont entretenus avec un représentant du club et ont ensuite passé les menottes à Kim. Selon lui, la police n'a pas tenté de rechercher le directeur, de regarder à l'intérieur du club ou de vérifier les images de la vidéosurveillance.
Dans un document expliquant les raisons de l’arrestation de Kim Sang-kyo, celui-ci a été pris en tant qu’agresseur et M. Jang, en tant que victime. Lorsque l'émission a contacté la boîte et la police pour écouter leurs versions, une source du nightclub a déclaré que Kim avait été inculpé pour harcèlement sexuel, tandis que la police avait déclaré que celui-ci avait été arrêté pour entrave à leur business. En outre, la police a déclaré qu’elle enquêtait sur l'agression, y compris l'allégation de harcèlement sexuel de Kim Sang-kyo à l’intérieur de l'établissement. Plus tard, ce dernier a déclaré via les réseaux sociaux : « La police m'a convoqué à cause de l'accusation de diffamation portée contre moi par M. Jang. Ne me faites pas aller et venir, venez au tribunal. Je vais vous signaler au parquet alors expliquons clairement ce qui a été diffamé. »,.

## Déroulement
Au lendemain de cette annonce, la Seoul Metropolitan Police Agency a déclaré être en train d'analyser le rapport, examiner les séquences de vidéosurveillance et ont également appelé le directeur de la discothèque et Kim Sang-kyo pour une enquête. Celui-ci a refusé de participer à l'enquête. Ils ont conclu en déclarant : « Nous allons procéder à l'enquête avec soin et méticulosité pour veiller à ce que personne ne soit faussement accusé. ».
Parallèlement, Kim Sang-kyo a lancé une pétition sur le site du palais présidentiel de la Maison Bleue pour l'inviter à enquêter de manière approfondie sur l'affaire et à révéler la vérité. Plus de 90 000 personnes ont signé la pétition au 29 janvier à 15h00 (heure coréenne). Au même moment, les PDG Lee Sung-hyun et Lee Moon-ho du Burning Sun ont publié une déclaration concernant l'incident d’agression commis au club. Ils se sont excusés et ont déclaré qu'un membre du personnel avait été licencié pour les événements.
En outre, une vidéo de vidéosurveillance du lieu partagée par la principale victime est devenue un sujet de préoccupation sur les réseaux. Cela inclut une femme qui trébuche alors qu'elle est traînée dans un couloir de la boîte de nuit, il y eut beaucoup de spéculations sur les événements qui se sont déroulés dans la vidéo. Il a été mise en ligne sur YouTube le 27 décembre de l'année dernière. L'auteur de cette vidéo a déclaré : « Moins de 10 jours après l'incident survenu le 24 novembre, une femme en état d'ébriété, avait été traînée par les cheveux par un garde du club vers une salle VIP. La femme s'accrocha à l'ordinateur et au bureau et sembla avoir besoin d'aide, mais le personnel l'ignora. J'ai reçu des informations selon lesquelles la femme aurait signalé cela à la police, mais celle-ci a laissé couler et le Burning Sun a supprimé la vidéo de surveillance. ». Il a ensuite déclaré qu'il avait entendu dire que des incidents similaires se produisaient deux fois par jour et que la police recevait une grosse somme d'argent de la part du club, la police et le Burning Sun étant convenues de ne pas entrer dans le nightclub sous prétexte que ce soit une perturbation des affaires. Le club a ensuite rapporté à E-Daily qu'il avait renvoyé M. Jang à la suite de son comportement violent envers M. Kim.
Le 14 février, la police a fait une descente au nightclub et au commissariat de Yeoksam, le district dans lequel se trouve l'établissement, et c’est cette unité de police qui était appelée à chaque fois lorsqu'un incident s'y produisait. L'équipe spéciale a ainsi pu mettre la main sur les disques durs originaux ayant enregistré les vidéos de surveillance du district, ainsi que sur toutes les caméras portables que les officiers sont obligés de transporter sur eux. D'autres documents ont également été saisis. Du côté du Burning Sun, de nombreuses données ont également été récupérées afin de mener efficacement l’enquête pour les suspicions de distribution de drogue, d'agressions sexuelles et de corruption à l'intérieur du club.
Un représentant de l’équipe spéciale a déclaré : « Nous avons pu confirmer les caméras qui fonctionnaient et celles qui ne fonctionnaient pas. Nous avons récupéré toutes les données et nous les analysons. Nous mènerons de plus profondes analyses sur le matériel récupéré. Après cela, nous interrogerons tous ceux impliqués dans cette affaire. Une unité spéciale a été créée pour cela, et une enquête interne sera menée pour découvrir les liens de la police de Yeoksam avec le club. Les cas d’agression sexuelle et de circulation de drogue seront aussi étudiés. ». Il a ensuite repris : « Nous prêtons une attention toute particulière aux relations entre la police de Yeoksam et le club. Nous avons également mis la main sur les 112 rapports de crimes liés au Burning Sun que la police a reçu depuis le 23 février 2018, et nous allons inspecter les enregistrements téléphoniques et les transactions financières des officiers de police et des personnes travaillant ou ayant travaillé dans l’exécutif au Burning Sun depuis son ouverture. ».
Le lendemain de cette perquisition, il a été révélé que le bâtiment allait fermer ses portes à compter du 17 février. Le 20 février, la police a eu la surprise de découvrir que celui-ci était en pleine démolition depuis le 18 février, elle a donc dû stopper sa destruction,.
Par le biais de la chaîne JTBC, une vidéo de surveillance a révélé que Kim Sang-kyo disait la vérité et qu'il avait été passé à tabac par les policiers et les employés du Burning Sun tandis que la personne suspectée d'attouchements sexuels sur une cliente quittait les lieux sans être interrogée par la police, cet individu serait un ami de Seungri et du PDG du Burning Sun, il n'hésitait pas à dépenser des milliers d’euros à chaque fois qu’il venait au club. Plusieurs femmes avaient pris la défense du club au début de l’affaire, ces supposées clientes accusant Kim Sang-kyo d'attouchements sexuels à leur encontre. Selon elles, leur soi-disant « agresseur » aurait été jeté dehors par la sécurité uniquement parce qu'il n'arrêtait pas de les toucher au cours de la soirée. Les médias ont alors révélé que ces trois femmes, qui prétendaient être de simples clientes sans aucun lien avec le club, sont en réalité toutes connectées au club. En effet, la première est une amie de l'un des employés du club, tandis que la seconde est une femme proche du PDG du Burning Sun. Quant à la troisième, il s'agit d'Anna, la jeune femme que la police suspecte toujours de distribuer de la drogue aux clients privilégiés au sein du club (de la drogue a d'ailleurs été retrouvée à son domicile).Elle s'est avéré être la promotrice du Burning Sun, et il a également été révélé qu’il lui arrivait parfois de gagner plus de 15 000 euros par jour en travaillant pour le club. La victime de cette diffamation a quant à lui déclaré que les employés et les policiers l'avaient battu pour permettre au client en question de s'enfuir librement,,.
Le 18 mars, une source au sein de la police a annoncé avoir interpellé 40 individus liés aux suspicions de distribution de drogue, comprenant 14 employés du Burning Sun placé en détention, trois promoteurs du club chargés de la distribution et 17 suspects impliqués dans d'autres clubs. La source au sein de la police a également confirmé que neuf de ces individus étaient impliqués dans la distribution du GHB. Lee Moon-ho, l'un des PDG du club, a aussi quant à lui été interpellé.
Le 1er avril, le commissaire Won Kyung-hwan, de la police métropolitaine de Séoul, a tenu une conférence de presse où il a révélé que la police avait arrêté 108 personnes et en avait emprisonné 13. Il a expliqué avoir arrêté 53 personnes pour des accusations liées à la drogue au Burning Sun ainsi que dans d'autres clubs (dont 8 ont été emprisonnés), 15 personnes pour avoir consommé ou distribué des drogues au Burning Sun (quatre d'entre eux ont été emprisonnés) et 29 personnes pour avoir distribué du GHB, appelée « mulpong » en Corée du Sud (une seule personne a été emprisonnée).
Le 19 avril, un mandat d'arrêt a été délivré contre Lee Moon-ho car il est soupçonné d'avoir violé la loi concernant le trafic de stupéfiants. La police avait précédemment demandé un mandat d'arrêt à son encontre pour consommation et possession de drogue, mais le tribunal l'a rejeté faute de preuves. La police a de nouveau déposé une demande après avoir confirmé de nouveaux soupçons de consommation de drogue. Bien que Lee Moon-ho ait continué à nier ces soupçons, un test urinaire et de ses cheveux a été réalisé et a donné des résultats positifs.

## L'envers du décor

### Le Burning Sun

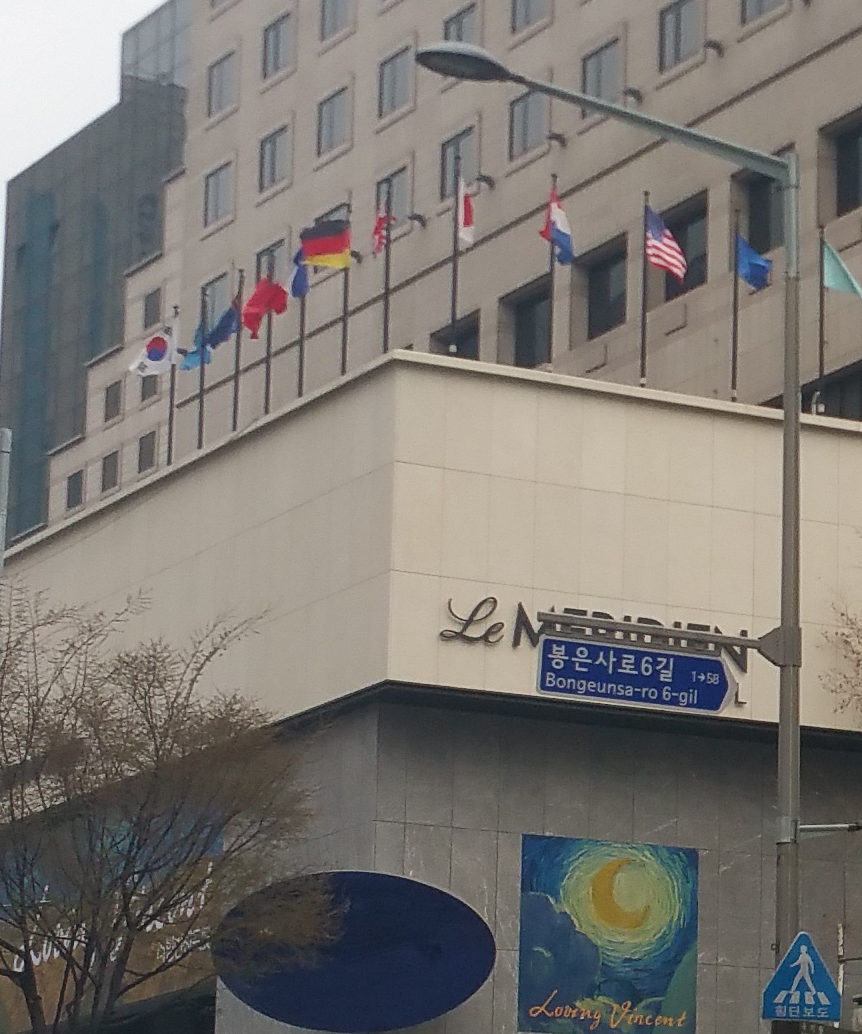
L'hôtel Le Méridien.

Le Burning Sun (hangeul : 클럽 버닝 썬), a ouvert ses portes au sein de l'hôtel Le Méridien (en partie géré par Cheonwon Industry Co., Ltd) de Yeoksam-dong, un quartier de Gangnam le 23 février 2018, et a fermé à la suite de l'enquête menée le 17 février 2019. Il se présentait comme « le club le plus élégant et le plus raffiné de Corée du Sud » et comprenait une piste consacrée à la dance, une autre pour le hip-hop, un menu coûteux, un code vestimentaire, des accès réservés aux VIP, 60 tables VIP près du DJ et de la scène. La sonorisation a été mise en place par Funktion-One, une entreprise anglaise. Seungri faisait parfois le DJ aux côtés d'autres artistes invités tel que R3hab. C'était un club au goût de Seungri, surnommé le Gatsby coréen des temps modernes, en raison de son goût pour les fêtes.
Au sein de cette discothèque, travaille des marchandiseurs. Leur travail consiste à vendre des « produits » qui ne sont autres que les clientes. Ils proposent à ces dernières de venir au nightclub et si elles y entrent, ils engrangent entre 20 000 et 50 000 wons par personne entrée au club. Dans le cas des clients masculins, ils recevront de 15 à 20 % des dépenses d'alcool. Au final, les bénéfices du club se font grâce aux marchandiseurs. Leur performance de vente est le revenu du club. Par conséquent, ces derniers doivent attirer de nombreuses clientes et attirer davantage de clients masculins, certains marchandiseurs fournissent même à ces derniers du GHB pour qu'ils les utilisent sur les clientes. Dispatch a rencontré ceux qui ont travaillé au Burning Sun et ont demandé quelles étaient leur méthode pour attirer les clients. Un représentant du club a déclaré qu'ils faisaient du « homerun », c'est-à-dire qu'ils emmenaient des clientes ivres dans les salles VVIP pour satisfaire les besoins sexuels de leur clients. Un autre moyen est également appliqué, il s'agit du « molge », un terme commun dans les business des clubs et similaire au « homerun », qui se réfère aux belles clientes. C'est une autre façon dont le PDG et les marchandiseurs gagnent de l'argent. Ils emmènent ces dernières dans les salles VVIP, où harcèlement sexuel, viol et violence ont lieu. Au sein de ce club, il existe un système « hi-pass », qui signifie la non nécessité de carte d'identité pour y entrer. Par conséquent, la plupart des mineurs ont pu y entrer. En Corée du Sud, lorsqu'un club viole cette législation pour la première fois, les activités de l'établissement sont suspendues pendant 2 mois, la deuxième fois pendant trois mois puis sa licence sera retirée ou son emplacement sera fermé lorsqu'il la réitère une troisième fois.
L'hôtel a ouvert ses portes en septembre 2017, remplaçant le Ritz-Carlton qui occupait le lieu auparavant.
Les PDG du Burning Sun étaient Lee Sung-hyun et Lee Moon-ho, Seungri était l'un des sept directeurs internes. Il a démissionné de son poste en janvier 2019 en raison de son service militaire imminent.
Selon les propriétaires du club, au cours du scandale, les médias auraient changé un fait, en effet certains qualifiant Seungri de « propriétaire » du club, d'autres le décrivant en tant qu'investisseur ou cofondateur de Yuri Holdings, ou encore un actionnaire du Burning Sun qui gérait le club et détenait jusqu'à 20 % d’actions. Seungri et Yoo In-seok étaient codirecteurs généraux de Yuri Holdings, qu'ils ont créée en mars 2016 pour gérer les activités de restauration et professionnelles du chanteur. Seungri a démissionné de son poste le 13 février et Yoo, le 15 mars,. L'ex-chanteur a décrit sa relation avec le club lors d'une interview avec Chosun Ilbo, publiée le 22 mars 2019, en indiquant que le PDG Lee Moon-ho était le gestionnaire du club et en était responsable, son nom était utilisé pour le marketing après son investissement initial de 10 millions de won (environ 8 800 dollars). Dans cette interview, il a dévoilé la répartition des actions du Burning Sun : 
- les propriétaires de l'hôtel Le Méridien touchaient 42 %.
- Lee Sung-hyun : 8 %.
- Yuri Holdings : 20 %.
- Mme. Lin (investisseuse taïwanaise) : 20%.
- Lee Moon-ho : 10 %[24].

Le 3 avril, selon Joong-ang Ilbo, la police a tracé plusieurs comptes en banque sous différents noms, des comptes qui recevaient des fonds de la part du night club en question. Après vérification des comptes du Burning Sun, la police a en effet découvert plusieurs comptes en banque suspects qui recevaient de l'argent de cette dernière. Les autorités ont interrogé cinq individus dont les noms apparaissaient sur les comptes en question, ces derniers ont alors avoué que ces comptes étaient utilisés par Seungri. Selon la police, le déplacement de ces fonds n'aurait pas été réalisé pour une évasion fiscale, mais plutôt pour que celui-ci utilise cet argent pour ses dépenses personnelles.
Le lendemain, la police sud-coréenne a révélé qu'un investissement de 2,45 milliards de wons (soit 2,15 millions de dollars) avait été réalisé au Burning Sun, l'investisseuse taïwanaise et Seungri avaient versé respectivement un milliard et 225 millions de wons.
Le 7 avril, l'agence de presse Yonhap a annoncé la découverte récente de preuves selon lesquelles Seungri aurait participé à la direction du nightclub alors qu'il avait prétendu s'être impliqué que dans sa promotion. De plus, la liste initiale des actionnaires de la discothèque indique que Yuri Holdings détenait initialement le plus d'actions. Cette liste que Yonhap News a pu obtenir des représentants du Burning Sun avait été publié en novembre 2017 lorsque l'établissement venait d'être enregistré en tant que club. Selon le document, la fondation possédait un capital de 50 millions de won (environ 44 000 dollars) et Yuri Holdings, détenait 40 % des parts. Il stipule que l'accord a été signé à l'hôtel Le Méridien en présence de hauts dirigeants de Yuri Holdings. Toutefois, les actions actuelles détenues par Yuri Holdings, telles que révélées par la police, étaient de 20 %. En effet, Yuri Holdings avait cédé la moitié de ses actions à Mme. Lin. Yonhap News a également dévoilé de nouveaux messages d'une conversation sur KakaoTalk dans lesquels Seungri demandait que plusieurs choses soient effectuées auprès du personnel, comme renforcer leur éducation sexuelle et la manière de vérifier des cartes d'identité.
Le 11 avril, Seungri et Yoo Inseok sont soupçonnés cette fois-ci d'avoir détourné des fonds du Burning Sun. Les autorités sont remontées à ces derniers après avoir repéré que le capital financier du club avait emprunté des voies assez étranges et avait été transféré sur plusieurs comptes bancaires. Elles ont d'ailleurs réussi à obtenir le témoignage d’une personne liée à l’affaire. La police a également arrêté le PDG de Jeonwon Saneop, une société qui détenait 42 % des parts du club, après avoir constaté que les fonds du club avaient également été transférés à cette société par les deux accusés avec des méthodes similaires. Depuis, les autorités procèdent à une perquisition et une saisie dans les bureaux de Jeonwon Saneop et de Yuri Holdings pour établir un bilan financier. La police estime que les fonds détournés représenteraient des dizaines de millions de won (environ des dizaines de milliers de dollars). Une source a d'ailleurs confirmé les soupçons.
Le 23 avril, la chaîne MBC a mené une enquête très poussée concernant le club, récoltant ainsi les témoignages d'anciens employés du Burning Sun et du Club Arena, et les victimes des agissements au sein de ces clubs. L'émission MBC Straight a alors révélé que des atrocités avaient eu lieu au sein de ces clubs. Selon le programme :
- Les VVIP utilisaient une pièce au-dessus du Burning Sun pour violer, attacher et battre des femmes. Une équipe spéciale appelée « l'équipe d'incinération » était souvent envoyée dans cette pièce pour nettoyer les traces de drogues et les taches de sang. Les VVIP tournaient des snuff movies dans cette pièce avec ces dernières. Avec l'aide de docteurs, les victimes étaient soumises à des transfusions pour arrêter les hémorragies avant de répéter le processus tout en étant filmés.

- Un agent des taxes était payé par le Burning Sun pour ne rien dire sur les détournements de fonds et l'évasion fiscale.

- Un officier de police était dans la confidence et faisait en sorte de permettre à un réseau de prostitution d'exister au sein des clubs.

- Des filles mineures étaient utilisées par le Burning Sun et le Club Arena en tant que prostituées. Ces filles étaient principalement des filles ayant fugué de chez elles, et on leur promettait une vie de célébrité pour les attirer au sein des clubs. Ensuite, elles étaient utilisées comme des prostituées, peu importe leur âge, puis virées quand elles n'étaient plus utiles. Deux de ces filles ont réussi à s'enfuir et ont révélé qu'en tant que mineures, elles gagnaient plus d'argent que les prostituées normales, mais elles n'étaient que de la marchandise pour le Burning Sun.

Depuis ces révélations, les recherches au sujet du Burning Sun sur les principaux moteurs de recherche sud-coréens ne donnent plus rien. Par conséquent, les sud-coréens soupçonnent Naver de tenter de masquer cette affaire pour l'empêcher d'atteindre les médias internationaux et de faire grand bruit,,.

### Les autres night clubs
Le Monkey Museum a été le premier night club de Gangnam à être associé avec le nom de Seungri. Il a ouvert ses portes le 27 juillet 2016 dans le quartier chic de Cheongdam-dong. C'était un bar branché de style lounge hip-hop, avec comme copropriétaire Seungri, Yoo Inseok et un groupe de K-pop. Le 21 mars, Seungri et Yoo Inseok sont accusés d'avoir fait passer la discothèque pour un restaurant afin d'éviter de payer des taxes supplémentaires, Seungri a alors reconnu avoir opéré illégalement au sein de ce club. Le 1er avril$5, la police a notamment découvert que les deux avaient détourné environ 10 millions de wons (environ 7 800 euros) de fonds du night club.
Le Club Arena a ouvert ses portes en 2014 à Nonhyeon-dong. Réputé pour son code vestimentaire très strict, il pouvait accueillir 700 invités. C'était un autre club avec lequel Seungri était affilié et où il aurait pris des dispositions pour que les investisseurs reçoivent des faveurs sexuelles. Le propriétaire, du nom de Kang, et un autre gestionnaire du club ont été arrêtés pour fraude fiscale pendant l'enquête.

### Kang Kyung-yoon et Oh Hyuk-jin: les journalistes d'investigation
La première citée travaille pour la chaîne SBS et a soulevé les premières accusations suggérant que Seungri a mis en place un réseau de prostitution mais aussi partagé des vidéos illégales avec d'autres célébrités via un chat room. Elle a autrefois joué un rôle dans l'enquête sur des affaires de corruption qui ont entraîné la chute de l'ancien président Park Geun-hye. La journaliste a entamé l'enquête sur Seungri à l'époque où ce dernier avait sollicité de la prostitution dans le cadre de fêtes somptueuses, juste avant la création de Yuri Holdings, dans l'unique but de servir des célébrités ou des investisseurs étrangers pour sa future entreprise. Elle a également été informée de rumeurs selon lesquelles « les plus grandes célébrités masculines partageaient des vidéos illégales via leur chat room ». Lorsqu'elle a interviewé certaines victimes des vidéos, elle a découvert qu'elles ne connaissaient pas leur existence. « Elles ont été choqués d'apprendre que ce genre de vidéos étaient en train d'être partagées par des personnes qu'elles n'avaient jamais rencontrées auparavant. Elles ont exprimé leur colère, leur peur et leur honte en demandant de l'aide mais en même temps, elles craignaient de porter une lettre écarlate en tant que victime d'un crime sexuel. Elles veulent que les coupables soient punis mais ont toutefois peur de révéler leur identité. », déclare-t-elle. Celle-ci a déclaré que l'enquête sur les vidéos illégales avait été perçue par certaines personnes comme un moyen de détourner l'attention du vaste scandale de corruption et de ses multiples suspicions. Pour sa part, elle y voyait un grave problème social sur lequel il était nécessaire de continuer à étudier le sujet.
Oh Hyuk-jin, de son côté, a rendu publiques les affaires liées à la corruption et autres activités illégales qui se seraient exercées au sein du Burning Sun. Le journaliste a profité de son compte Instagram pour parler de cette affaire en cours. Via un post, il a écrit un message où il a expliqué avoir reçu de l'aide du célèbre reporter et ancien directeur de la K-Sports Foundation, Noh Seung-il (ce dernier est un des premiers journalistes à avoir découvert et dénoncé de la corruption à travers le scandale Choi Soon-sil), puis s'est adressé à ceux qui s’inquiéteraient pour lui. Il a expliqué que si quelque chose lui arrivait, Noh Seung-il ferait en sorte que justice soit rendue dans cette affaire, le considérant comme son « frère ». Il a clos son message en déclarant que, quel que soit le type de danger et de menaces qui les attend, ils continueront de travailler. Les internautes se sont alors inquiétés du fait qu'il ait déjà reçu des menaces de mort pour son refus d'arrêter de creuser davantage sur cette affaire. Toujours selon eux, sa déclaration selon laquelle la vérité serait très sale, sous-entend que ce scandale semblerait bien pire que les histoires couvertes par les médias jusqu'à présent. Le 14 mars, ces derniers ont indiqué qu'Oh Hyuk-jin avait fermé son compte Instagram à la suite de ses précédents post affirmant qu'il continuerait d'étudier cette affaire et que des informations bien plus importantes seraient bientôt publiées dans les prochaines semaines. De plus, il a été rapporté que la maison de Noh Seung-il a été incendiée.
Fin mars 2019, Seungri s'est plaint au directeur du programme d'investigation de SBS, Unanswered Questions, via un SMS, que les deux journalistes étaient responsables de toutes les accusations criminelles portées contre lui, qu'ils n'avaient pas vérifié les faits correctement et ont par conséquent ruiné sa carrière pour leurs propres intérêts personnels.

### La sombre Chat room: Services de prostitution et corruption
Le 26 février, la chaîne SBS funE informe avoir mis la main sur des messages échangés sur KakaoTalk entre Seungri, Yoo Inseok, un certain Kim, un chanteur d'initiale « C », un employé d'une agence de divertissement ainsi que deux personnes ordinaires. Les échanges dateraient de décembre 2015, époque à laquelle Seungri était encore à la tête de la société Yuri Holdings et où il n’avait pas encore ouvert le club. Le 11 mars, la même chaîne a alors dévoilé de nouveaux messages de la conversation en question, révélant que le membre de BIGBANG et les autres personnes de la conversation s’étaient notamment échangé des photos et vidéos volées de femmes à leur insu, pour la plupart dans un état d’ébriété. Peu après, l’affaire a toutefois pris encore plus d’ampleur à la suite des révélations de Dispatch. Le média a en effet rencontré plusieurs marchandiseurs travaillant ou ayant travaillé au club en question, ces derniers dévoilant notamment à Dispatch une conversation par messagerie instantanée entre plusieurs personnes employées par le club. Selon les anciens employés, les personnes haut placées dans la hiérarchie du club savent tout de ce qu’il s’y passe, car le club possède un système de chat room, et les directeurs et membres du staff haut placés ont accès à toutes les discussions. Toujours selon eux, les employés partagent toutes les infos en temps réel par ce biais,.
Les originaux de ces messages n'avaient pas été transmis à la police. En effet, le 4 mars, une source au sein de la police a déclaré : « Nous n'avons toujours pas reçu la copie originale des messages échangés sur KakaoTalk. Non seulement nous ne pouvons pas confirmer leur existence, mais nous avons des témoignages qui nous disent que ces messages n'existent pas. ». À la suite de cela, la Commission anti-corruption a alors annoncé officiellement qu'elle était en possession des messages originaux, des messages qui lui ont été transmis par un informateur, des messages contenant des preuves que Seungri faisait du lobbying auprès d'investisseurs étrangers par le biais de services d’escortes. SBS funE a également confirmé que les messages avaient été transmis à cette Commission et non à la police.
Selon la personne ayant transmis ces informations à la police, les messages n’ont pas été remis à la police, car on craignait que ces derniers ne tentent de détruire les preuves. Cette personne a en effet déclaré : « Les messages sur KakaoTalk suggéraient une profonde connexion avec la police, alors nous avons remis les messages à la Commission anti-corruption plutôt que de les donner à la police. ». La Commission a déclaré qu’elle allait analyser les preuves avant de les remettre à la police ou au bureau du procureur. Elle songe à directement remettre les preuves au bureau du procureur si elle estime que la police est impliquée de manière trop importante dans cette affaire de corruption.
La police a rapporté l'existence de 23 chat rooms différentes dans lesquelles les individus présents filmaient et partageaient des photos et vidéos illégales.

#### La liste des personnes présentes dans la chat room
| Nom             | Nom de naissance                              | Nom de naissance | Date de naissance     | Nationalité  | Position                                                    |
| Nom             | Hangeul                                       | Romanisé         | Date de naissance     | Nationalité  | Position                                                    |
| --------------- | --------------------------------------------- | ---------------- | --------------------- | ------------ | ----------------------------------------------------------- |
| Seungri         | 이승현                                        | Lee Seung-hyun   | 12 décembre 1990      | Corée du Sud | Maknae, chanteur secondaire et danseur principal de BIGBANG |
| Jung Joon-young | 정준영                                        |                  | 21 février 1989       | Corée du Sud | Chanteur                                                    |
| Choi Jong-hoon  | 최종훈                                        | 7 mars 1990      | Leader de F.T. Island | Corée du Sud |                                                             |
| Kwon Hyuk-joon  |                                               |                  |                       | Corée du Sud | Frère de Yuri des Girls' Generation                         |
| Yoo Inseok      | PDG de Yuri Holdings et mari de Park Han-byul |                  |                       | Corée du Sud |                                                             |
| M. Kim          | Ancien employé au Burning Sun                 |                  |                       | Corée du Sud |                                                             |
| M. Heo          | Ancien membre du staff de YG Entertainment    |                  |                       | Corée du Sud |                                                             |
| Lee Jong-hyun   | 이종현                                        |                  | 15 mai 1990           | Corée du Sud | Chant et guitariste principal de CN Blue                    |
| Roy Kim         | 김상우                                        | Kim Sang-woo     | 3 juillet 1993        | Corée du Sud | Chanteur                                                    |
| Eddy Kim        | 김정환                                        | Kim Jung-hwan    | 23 novembre 1990      | Corée du Sud | Chanteur                                                    |

##### Le dénouement concernant chacun d'entre eux

###### Seungri

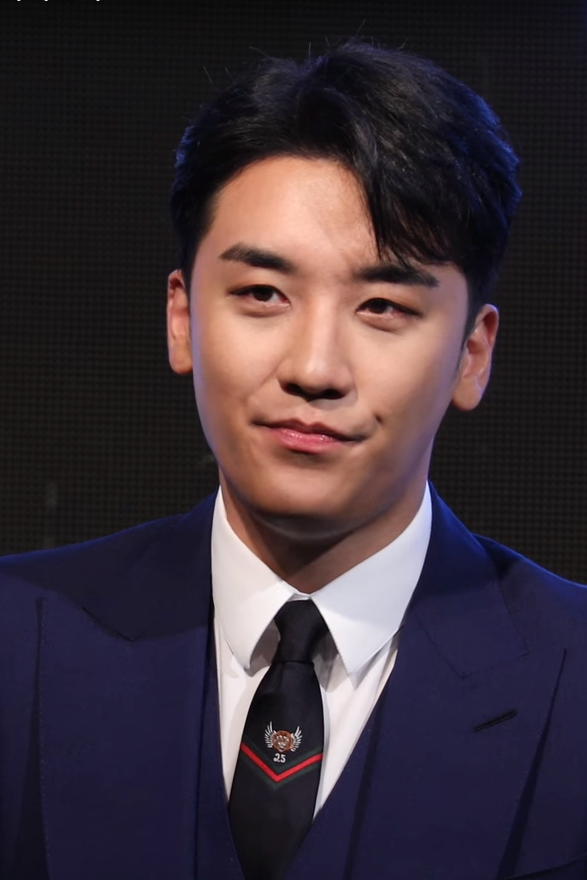
Seungri en octobre 2018.

À la suite de la révélation faite par la chaîne, la police de Séoul a lancé une enquête sur Seungri au sujet du service d'escorts et de prostitution et des messages révélés par les médias. À la suite de cela, le chanteur a annulé ses concerts à venir à Osaka les 9 et 10 mars et à Jakarta le 17 mars et toutes ses autres activités. Le 10 mars, une vingtaine d’officiers de police se sont rendus au Club Arena pour procéder à une fouille grâce à un mandat de perquisition. Ce club est suspecté d’avoir été le lieu dans lequel le chanteur et ses associés organisaient un réseau de prostitution à l'époque où le Burning Sun n’existait pas encore. La fouille de la police leur ont permis d'obtenir des preuves et des données liées aux accusations faites contre Seungri au sujet du potentiel réseau de prostitution. Il a ensuite été officiellement désigné comme le principal suspect par la police et a désormais l'interdiction de quitter le pays,.
Le lendemain, le chanteur annonce via Instagram qu’il mettait officiellement un terme à sa carrière. Un compositeur de YG Entertainment a toutefois publié un message sous-entendant que Seungri n'avait pas quitté le monde du divertissement de lui-même, mais plutôt qu'il avait été renvoyé par l'agence à la suite des nombreuses accusations très sérieuses à son encontre. Tous les produits à son effigie se sont vus retirer de la boutique officielle, et son visage a été flouté dans tous les goodies dédiés à BIGBANG.
Le 14 mars, des messages prouvent que l'ex-chanteur proposait un service de prostitution à des partenaires. En effet, ces messages datant de 2014 révèlent une conversation entre le principal suspect et un partenaire avec lequel il faisait du business à l’époque. Dans les messages, il propose à ce partenaire des « options de prostitution », décrivant à ce dernier les photos de jeunes femmes, leur âge, leur métier, leur personnalité et les appelant par des numéros. Le lendemain, d'après les médias, Seungri aurait déjà offert des filles à des représentants d'une compagnie de construction lors de leur voyage à Séoul, et ce au sein même du Burning Sun. Par la suite, il aurait également envoyé des femmes coréennes au Japon pour faire de la prostitution auprès des dirigeants de cette même compagnie. Le 7 avril, Channel A a annoncé que la police avait confirmé que huit femmes ayant assisté à cette fête d'anniversaire étaient des escortes professionnelles. Selon le rapport, après les avoir interrogé, la police a pu obtenir le témoignage que Seungri fournissait bien des prostituées aux invités lors de sa soirée d'anniversaire. Celui-ci, pour rappel, était auparavant suspecté d'avoir fait venir personnellement des prostituées à sa fête d'anniversaire sur l'île de Palawan en 2017, utilisant ainsi les faveurs sexuelles de ces dernières pour pousser les riches étrangers invités à investir pour le Burning Sun qui n'allait pas tarder à ouvrir ses portes. La police a confirmé que l'ex-chanteur avait pris en charge l'intégralité des frais de voyage des escortes qui assistaient à sa fête. Actuellement, la police enquête pour déterminer si les frais de déplacement étaient une forme d'indemnisation de la prostitution. Elle a également obtenu le témoignage que de la prostitution avait eu lieu à un autre endroit à côté de l'île. Seungri a démenti ces accusations, affirmant : « il n'y a aucune vérité sur l'affirmation selon laquelle j'ai mis en place un réseau de prostitution ». Le coût total de sa fête d'anniversaire est estimé à environ 600 millions ₩ (environ 527 385 dollars). Il a aussi affirmé qu'il avait payé tous les frais de voyage des participants et pas seulement ceux des escortes,.
Le 28 mars, la police a alors révélé que Seungri lui-même avait demandé aux autres participants de la chat room de se débarrasser de leurs téléphones dès le début de l’enquête. On apprend alors que Jung Joon-young s'était débarrassé de son véritable téléphone aux États-Unis avant de rentrer en Corée du Sud, prétendant ensuite avoir remis son « téléphone doré » à la police alors qu'il n’avait remis à la police qu’un téléphone acheté aux États-Unis. Au total, six personnes, dont Seungri, ont remis de nouveaux téléphones à la police au cours de l’enquête après s’être débarrassés de leurs anciens téléphones. Le 5 avril, la police a confirmé que tous les membres des chat rooms avaient remis de nouveaux téléphones à la police, tous à l'exception d’une personne qui a remis son véritable téléphone,.
Les nightclubs n'étaient pas les premiers business de Seungri, celui-ci avait déjà investi dans plusieurs domaines : une chaîne de restaurants de rāmen Aori Ramen (qui a depuis coupé les liens avec l'ex-chanteur et a vu son marché plonger,), la marque de cosmétique Dr. Gloderm (dont il possède 10 % des actions), un café spécialisé dans les gaufres traditionnelles belge et une maison de disques cofondée avec YG Entertainment, Natural High Records, en collaboration avec des DJ, qui a par la suite été fusionné avec YGX, la nouvelle filiale de l'agence dont il était le PDG. Il a également investi dans les biotechnologies, les nanotechnologies mais également dans l'élaboration de masques de protection contre le sable jaune. Il a cependant échoué dans les domaines de l'immobilier et de l'électronique. Seungri a fermé son école de chant et de danse à succès, la Joy Dance - Plug In Music Academy, qu'il avait ouverte en 2011, dans sa ville natale de Gwangju, avec des succursales autour de la Corée du Sud, après que certains parents s'étaient plaints d'une relation « trop amicale » entre enseignant et élève. Cette école y avait formé de futures stars telles que Kim Jin-woo de Winner, J-Hope de BTS, Seo Hyelin d'EXID et Hyuk de VIXX. En novembre 2018, il s'est lancé dans le secteur des technologies de l'information en devenant directeur de la création et modèle pour HeadRock VR, la nouvelle marque de l'entreprise de réalité virtuelle Social Network. Il a par ailleurs assisté à la cérémonie d'ouverture de leur parc thématique à Singapour,. Son dernier album studio, The Great Seungri, est tiré de son surnom en référence au roman The Great Gatsby. À la suite de l'éclatement du scandale, Lee Moon-won, critique de la culture populaire à Séoul, a confié qu'il était ironique de constater que Seungri et Gatsby avaient plus de choses en commun après le scandale. « Tous deux ont pris part à des activités illicites et corrompues pour gagner en renommée et en richesse. », a continué le critique.

###### Jung Joon-young

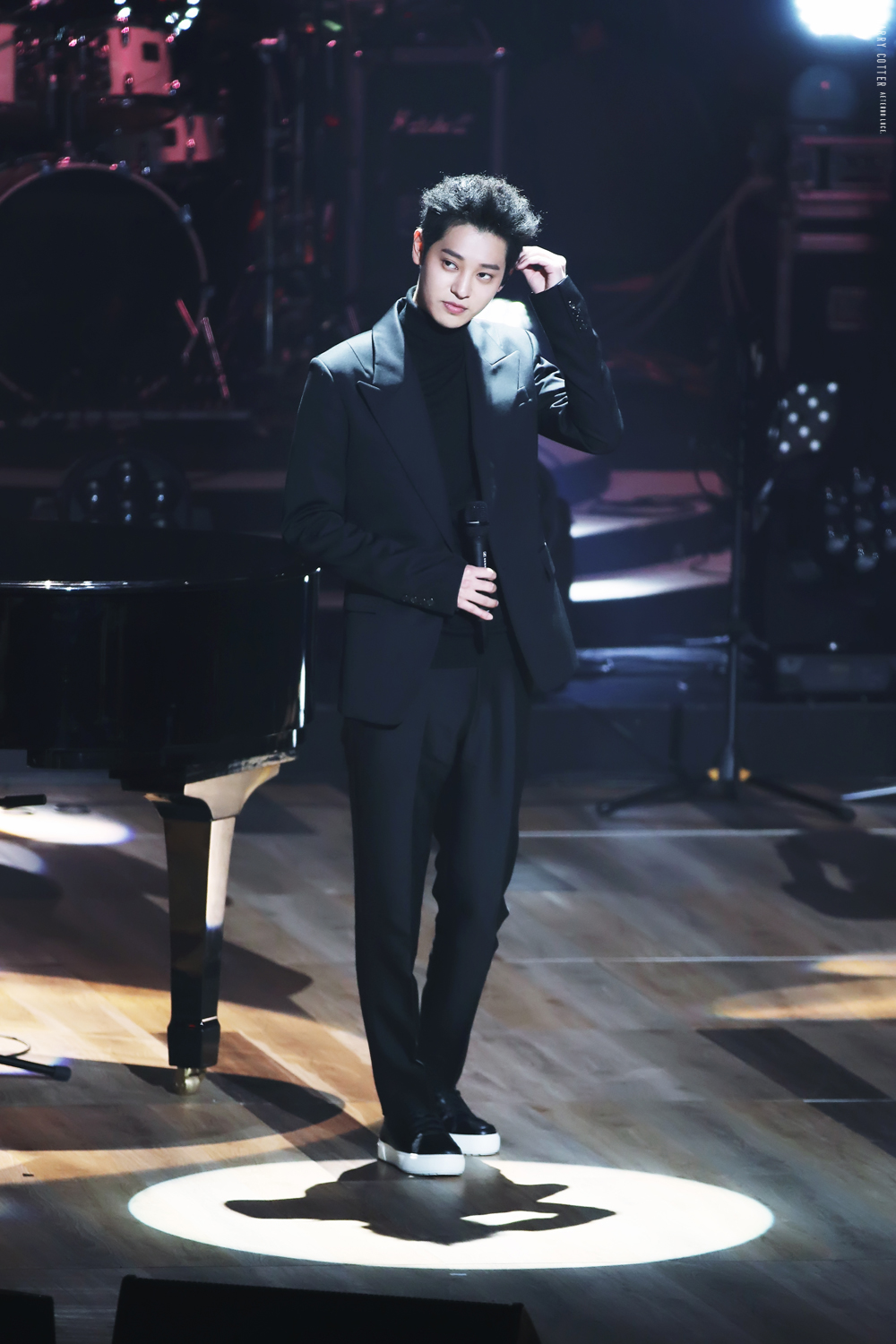
Jung Joon-young en février 2017.

Le 11 mars, SBS Eight O'Clock News a révélé que le chanteur Jung Joon-young faisait partie de cette conversation, et qu’il avait lui-même partagé des dizaines de vidéos de femmes prises à leur insu, dont certaines au cours de ses ébats sexuels. Il avait déjà été accusé par son ex petite amie d’agression sexuelle et d’avoir filmé leurs ébats sexuels en cachette, sans son consentement. Il n’avait toutefois pas été condamné parce que la jeune femme avait finalement retiré sa plainte à son encontre,.
La chaîne a alors dévoilé plusieurs messages échangés par Jung Joon-young dans la chatroom, mais aussi des messages échangés entre le chanteur et une femme victime de son comportement. Selon le média, il aurait déjà filmé plus d’une dizaine de filles à leur insu, mais les autres membres de la conversation auraient également filmé des femmes sans leur consentement afin de le partager sur le groupe de discussion. La police a déclaré qu'il aurait enregistré les vidéos entre 2015 et 2016 [Quoi ?] aurait couché avec au moins dix femmes. Par ailleurs, concernant la précédente affaire évoquée datant de 2016, la chaîne SBS révèle qu’un officier de police avait dissimulé les preuves à cette époque. En effet, l’élément décisif dans cette affaire était le téléphone du suspect, cassé mais qui avait été remis à une compagnie pour analyse afin de retrouver son contenu. Il a alors été expliqué que l’officier de police chargé de l’enquête avait demandé la suppression totale du téléphone de Jung Joon-young durant l’enquête.
Le 12 mars, Jung Joon-young arrive en Corée du Sud et est arrêté par les policiers pour subir un interrogatoire. Tard dans la soirée, il rédige une lettre dans laquelle il avoue ses crimes, présente ses excuses auprès des femmes qui ont « souffert » mais aussi son retrait du monde du divertissement,. Le lendemain, après ses excuses, Make Us Entertainment, l'agence du chanteur, a annoncé avoir mis un terme au contrat les liant. Parallèlement, Dispatch a révélé de nouveaux extraits de conversations présentes dans le téléphone du chanteur. Ce dernier posséderait en réalité plus de dix conversations de groupe et individuelles dans lesquelles il partage des vidéos et des photos prises à l’insu de jeunes femmes. Ces chat rooms sont séparées en deux catégories : celles formées pour le business et qu'il partage avec Seungri et ses connaissances (liées au possible réseau de prostitution), et d'autres qu’il partage avec ses propres amis et qui ne sont pas liées à Seungri ou aux affaires concernant le réseau de prostitution. La chaîne SBS révèle d'ailleurs de nouveaux messages dans lesquels lui et les participants de la chat room parlent de viol. Il a également été révélé qu'une membre d'un groupe féminin formé dans les années 2000 fait partie des nombreuses victimes de caméras cachées partagées par Jung Joon-young et ses amis dont on ignore encore le nom.
Par la suite, la chaîne MBN s'est entretenue avec certaines de ses victimes, qui ont notamment évoqué ce que le jeune homme leur aurait promis pour les forcer à coucher avec lui. Selon elles, il aurait promis à des filles qu'il les « aiderait à faire d’elles des célébrités », à la condition qu’elle acceptent de coucher avec lui (tout ça bien évidemment pour filmer des sextapes et les partager).
Le 21 mars, un mandat d'arrêt a été émis contre lui. Le lendemain, il a été placé en détention. Le 28 mars, le MBC Newsdesk a annoncé que les groupes de conversations de l'accusé compteraient 14 personnes au total, incluant huit chanteurs. Elles incluraient Jung Joon-young, Seungri, Choi Jong-hoon et Yong Jun-hyung, ainsi que huit autres chanteurs au total. Deux chanteurs ont été récemment identifiés, l'un avec comme initiale « K » et l'autre « J ». Il y aurait aussi un mannequin d'initiale « L ».
Le chanteur était un ami de Seungri depuis plusieurs années. En 2015, il avait montré son amitié en lui téléphonant lors d'une émission de radio. En août 2018, Seungri l'avait rejoint dans l'émission Salty Tour (en), Jung Joon-young avait fait un commentaire déplacé jugé sexiste, qui avait été vivement critiqué par les téléspectateurs et avait entraîné des sanctions disciplinaires de la part de la Commission coréenne des normes de communication pour la chaîne responsable de sa diffusion. Lorsque YG Entertainment, a lancé son nouveau restaurant YG Republique en août 2017 à Kuala Lumpur, Jung Joon-young était sur place pour assister à la cérémonie d'ouverture aux côtés de Seungri et de Choi Jong-hoon.
Le 17 avril, le bureau du procureur du district central de Séoul a déclaré que Jung Joon-young avait été inculpé pour violation de la loi spéciale sur la répression des infractions sexuelles. Le 23 avril, le journal sud-coréen Ilgan Sports (en) a annoncé que Jung Joon-young devait à son ancienne agence plus de 300 millions de won (environ 263 247 dollars) de dommages et intérêts, car le chanteur avait reçu cette somme en avance lors de la signature de son contrat en janvier 2019. Comme aucun projet n'a abouti, le journal a indiqué que Jung Joon-young devait désormais rembourser cette somme.

Il est condamné à 6 ans de prison et 80 heures d'éducation sexuelle en novembre 2019 pour agressions sexuelles, viol en réunion, et pour la diffusion des vidéos associées.

###### Choi Jong-hoon

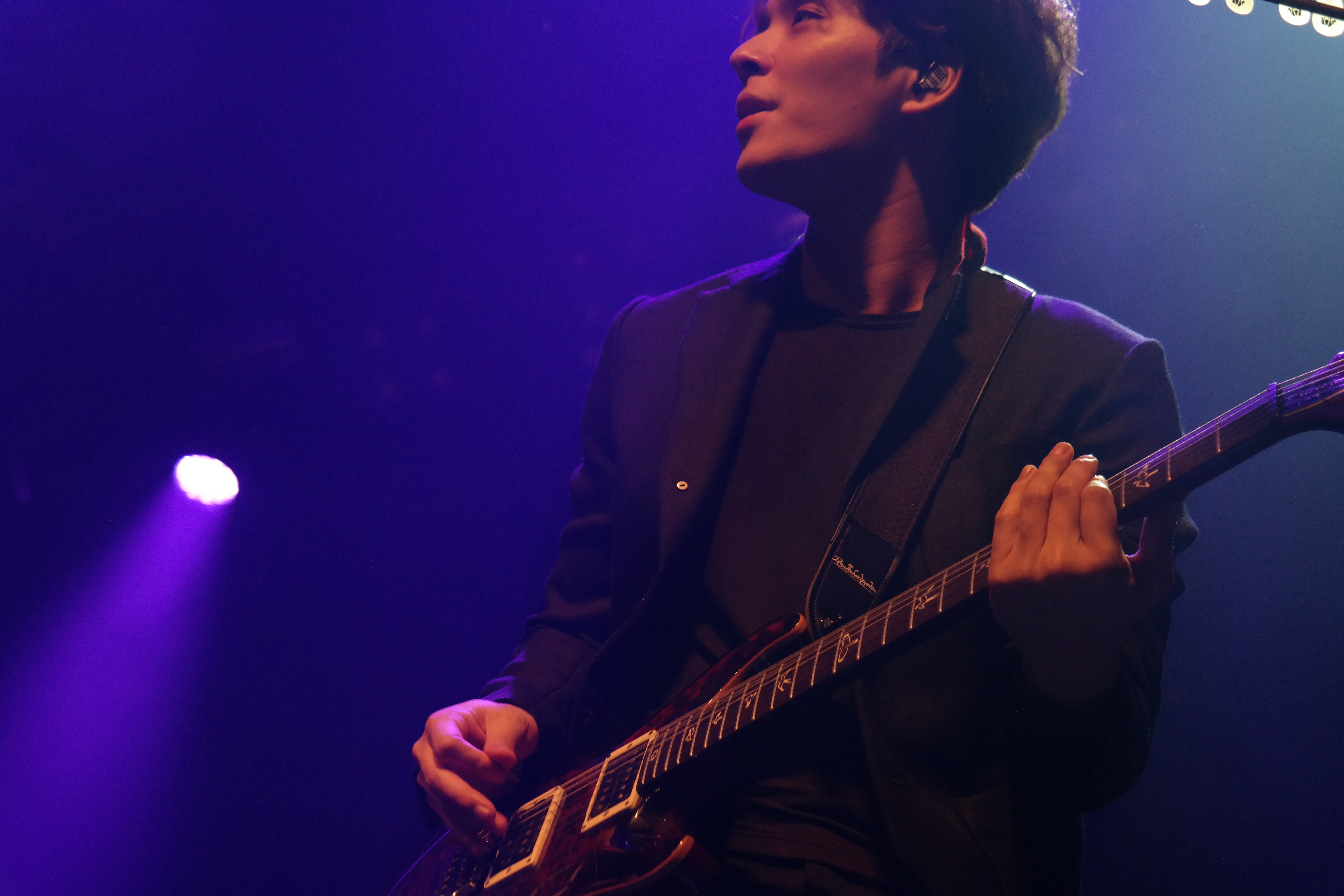
Choi Jong-hoon en janvier 2015.

Le 11 mars, Channel A dévoile de nouvelles informations au sujet des potentiels membres de la chat room, elle diffuse des silhouettes de deux personnes qui selon elle auraient participé à la conversation. Les téléspectateurs identifient rapidement les silhouettes aux véritables photos des hommes en question : les premières étant Jung Joon-young, les secondes correspondent à celles de Choi Jong-hoon de F.T. Island. À la suite de ces spéculations, FNC Entertainment fait une déclaration et nie toute implication du chanteur dans l’affaire liée à Seungri,.
Le 13 mars, YTN révèle une ancienne affaire selon laquelle le jeune homme avait été arrêté pour conduite en état d’ivresse il y a de cela trois ans, en mars 2016, par un officier de police de Yongsan-gu, la police aurait ensuite couvert l’affaire. Selon la chaîne, il avait été contrôlé positif par l’officier avec un taux d’alcool dans le sang supérieur à 0,05 %. Choi Jong-hoon aurait ensuite demandé au policier de ne pas ébruiter l’affaire afin que celle-ci n’apparaisse pas dans les médias. Il aurait également mentionné cela sur la chat room. FNC Entertainment s’est exprimé à ce sujet et confirme les faits révélés avec des rectifications comme le fait qu'il ait été arrêté par la police d’Itaewon en février 2016, a payé une amende de 2,5 millions de wons (près de 2000 euros) et a vu son permis être suspendu pendant 100 jours. Par la suite, SBS Eight O'Clock News révèle des messages prouvant que la police a été soudoyée pour couvrir l’arrestation pour conduite en état d’ivresse de ce dernier. En effet, la chaîne dévoile une conversation où le principal intéressé partage un article dans lequel son nom est remplacé par celui de Sungmo des Supernova,,.
Impliqué dans les échanges de KakaoTalk où les participants échangeaient des photos et vidéos de femmes prises à leur insu, le chanteur via Instagram annonce le lendemain qu'il met un terme à sa carrière et s'excuse auprès des victimes.
Le 11 avril, lors d'une conférence de presse, la police a annoncé que Choi Jong-hoon allait être poursuivi pour avoir filmé personnellement et partagé des vidéos illégales sur la chat room. De plus, le même jour, il est accusé de viol par une jeune femme

###### Kwon Hyuk-joon
Le 12 mars, Kwon Hyuk-joon, le frère de Yuri des Girls' Generation, est suspecté d'avoir participé aux conversations dans les chat rooms de Jung Joon-young. En effet, parmi les personnes citées dans les messages se trouve un certain "Kwon", et les suspicions se sont rapidement tournées vers celui-ci qui est également un ami de Jung Joon-young. À la suite de la propagation de ces rumeurs, de nombreuses personnes ont cherché à obtenir des réponses de sa part, et ce dernier a justement répondu à plusieurs internautes sur Instagram. Il a notamment déclaré : « Voir que tout ceci surgisse après un long moment comme ça m’inquiète extrêmement. J’espère aussi que ça n’affectera pas ma famille. »
Pris à partie par un internaute, il a ensuite répondu : « Bonjour, toi qui te caches derrière le voile de l’anonymat. La police enquête actuellement à mon sujet. Ce n’est pas à toi de décider si j’ai le droit de garder la tête haute en portant ma culpabilité ou pas. J’étais inclus dans la chat room quand elle a ouvert, mais je ne sais rien au sujet de faveurs sexuelles. Parle seulement quand la vérité sera révélée. ».
Finalement, la chaîne MBN News a révélé l'identité des huit participants de la chat room et il s'est avéré que le frère de Yuri fait bel et bien partie de ce groupe de conversation.

###### Yoo Inseok
Selon SBS, celui-ci était reconnu comme étant le partenaire d’affaires de Seungri, mais aussi un ami d'un chef de la police. Son rôle était celui de résoudre les problèmes de tous les membres de la chat room. Il aurait une grande influence au sein du groupe et a également aidé à couvrir l’arrestation de Choi Jong-hoon pour conduite en état d’ivresse grâce à son argent et à ses liens avec la police. Alors qu’il avait d’abord nié les accusations à son encontre, Yoo Inseok a reconnu durant son interrogatoire avoir déjà contacté un officier supérieur vétéran au sein de la police pour lui faire des faveurs.
À la suite de ces révélations, il démissionne de Yuri Holdings le 15 mars.

###### M. Kim
C'était un ancien employé au Burning Sun et a été accusé d'avoir posé des caméras cachées pour filmer à l'insu des personnes présentes dans le night club.
Le 4 avril, SBS a révélé que la police avait découvert l’existence d’une nouvelle chat room impliquant Jung Joon-young, mais aussi un mannequin  « Jeong », un fils de chaebol, un promoteur du Club Arena, et deux acteurs d'initiales « Han » et « Shin ». C'est la petite amie de M. Kim, l'ex-employé du Burning Sun, qui a découvert son existence. En fouillant dans un disque dur de son petit ami, elle a mis la main sur des messages échangés sur KakaoTalk, y découvrant notamment des centaines de vidéos et de photos de femmes prises à leur insu. La jeune femme faisait malheureusement elle aussi partie des victimes filmées. Elle a alors fait une copie des fichiers pour ne pas qu'ils puissent disparaître. Cette dernière avait auparavant porté plainte contre son petit ami en juillet 2018, mais la police n’avait pas réussi à mettre la main sur le disque dur à son domicile.

###### Yong Jun-hyung

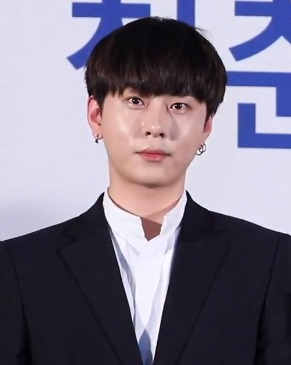
Yong Jun-hyung en mai 2018.

Le 11 mars, SBS funE a dévoilé de nouveaux messages de la conversation en question, révélant que Seungri et les autres personnes de la conversation s'étaient notamment échangés des photos et vidéos volées de femmes à leur insu, pour la plupart dans un état d’ébriété, et le média a été plus loin en révélant des messages incriminant très clairement le chanteur Jung Joon-young.
Parmi les personnes mentionnées dans les messages, on retrouve notamment un certain « Yong ». N'étant pas un nom commun parmi les célébrités, des rumeurs se sont mises à circuler au sujet de la possible implication de Yong Jun-hyung, le membre de HIGHLIGHT étant connu comme un ami de longue date de Jung Joon-young. Peu de temps après, Around Us Entertainment, l'agence du chanteur, a alors confirmé que le principal en question était bien la personne apparaissant sur la capture d’écran dans les messages échangés entre Jung Joon-young et le chanteur « Yong ». Toutefois, l'agence a déclaré que cet échange est issu d’une conversation privée entre les deux concernés seulement, et que celui-ci n'a jamais fait partie de la chat room. Le lendemain, SBS confirme que le chanteur n'était pas sur le groupe de conversation,.
Le 14 mars, Yong Junhyung annonce son départ de HIGHLIGHT et avoue finalement avoir reçu des vidéos de femmes filmées en caméra cachée par Jung Joon-young à travers un long post sur Twitter.

###### Lee Jong-hyun

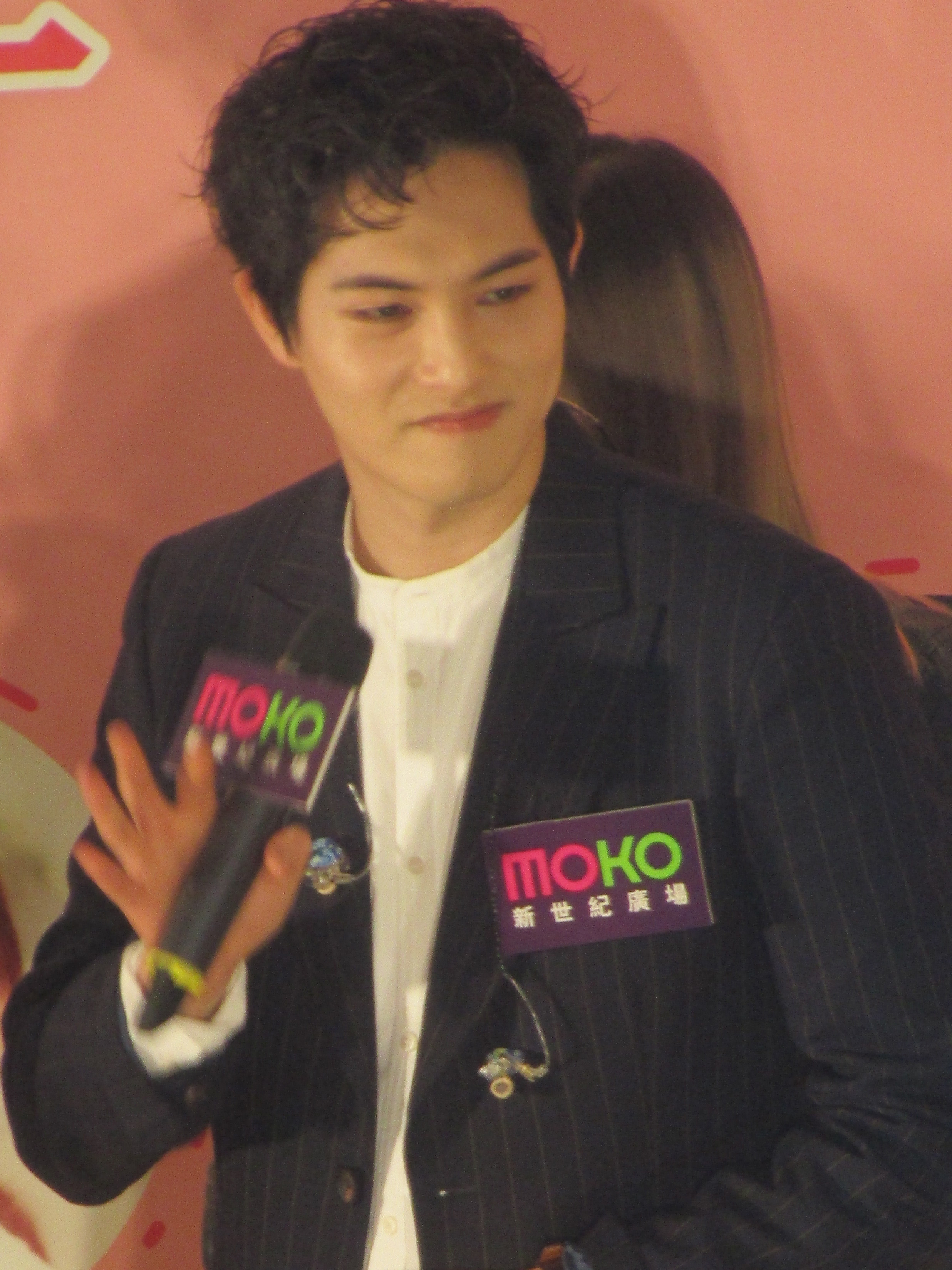
Lee Jong-hyun en janvier 2017.

Le 14 mars, soit après les départs des quatre autres coupables, SBS révèle la cinquième personne qui figure dans la chat room et il s’agit de Lee Jong-hyun de CN Blue. La chaîne a révélé son nom en dévoilant de nouveaux messages dans lesquels on retrouve également Jung Joon-young et Choi Jong-hoon. Le lendemain, selon le média Siminilbo, le chanteur aurait lui-même filmé et partagé des vidéos illégales prises à l’insu de plusieurs femmes dont une sextape à l’insu d’une jeune femme, avant de la partager avec ses amis. Le média avance que ces amis en question comprennent un artiste solo, une célébrité de la télévision et un célèbre membre d’un groupe masculin,.
À la suite de ces accusations, FNC Entertainment, s’est alors exprimée à ce sujet dans un communiqué expliquant que la relation entre Lee Jong-hyun et Jung Joon-young est seulement celle entre deux personnes qui étaient en contact il y a longtemps, qu'il n'est pas lié à cette affaire. « Sur la vingtaine de conversations en tête à tête présentées par la police sur le moment, il n'y avait pas de vidéo illégale qu'il ait fait circuler, de vidéo inappropriée qu'il ait reçu, ou de conversation problématique, alors il avait relayé sa déclaration telle que nous l'avons transmise. Lee Jong-hyun a quitté la chat room lui-même il y a longtemps, et il était difficile de confirmer les faits au sujet des conversations sur KakaoTalk qui datent d'il y a quatre ou cinq ans, alors l’agence n'a pu que publier un communiqué en se basant sur ce qu'il prétendait au sujet de ses souvenirs. Nous n'avions aucunement l'intention de cacher la vérité ou de couvrir des mauvais actes. Après le rapport de SBS le 14 mars, nous avons contacté Lee Jong-hyun et confirmé la vérité. ». Lee JongHyun a bien fait partie du groupe de  KakaoTalk , au cours duquel les vidéos filmées par  Jung Joon-young des femmes victimes pour certaines il est même question de viols au moyen de la drogue du violeur (le GHB) . Ces victimes ont été filmées à leur insu et les vidéos filmés distribuées sans leur consentement (atteinte aux droits fondamentaux de la liberté). Il est donc coupable des mêmes faits, à part qu'il n'y a jusqu'à présent aucune trace de son partage personnel de données, c'est d'ailleurs pour cela qu'il reste impuni à ce jour. Elle continue en déclarant que le chanteur regrette ses actions et exprime ses plus profondes excuses à ceux qui ont été blessés par ses actions immorales et les conversations inappropriées qu'il a eu sans la moindre culpabilité, il accepte toutefois les critiques du public.
Le 16 mars, il est accusé d'avoir attouché sexuellement Yoona des Girls' Generation et Hye-jeong d'AOA. En effet, des internautes ont commencé à scruter des vidéos du chanteur qui assistait à différents événements. C'est ainsi que qu'ils ont mis le doigt sur deux moments précis, l'un où on le voit toucher la poitrine de Hye-jeong lors d'un concert où tous les artistes de la FNC Entertainment sont réunis, et l'autre où il a volontairement touché les fesses de Yoona. L'agence s'est exprimé et a nié toutes ces rumeurs qui circulaient à ce sujet. Toujours selon elle, tout ceci n'est qu'un tissu de mensonge et leur chanteur n'a jamais harcelé sexuellement la moindre célébrité féminine sur scène. Elle prévoit notamment de prendre des mesures légales contre les internautes qui continueraient de propager d'autres fausses rumeurs à son sujet.

###### Roy Kim
Le 4 avril, il est déclaré comme suspect pour avoir partagé lui-même des photos de femmes dans une chat room avec Jung Joon-young. Le 11 avril, lors d'une conférence de presse, la police a déclaré que Roy Kim serait poursuivi pour avoir partagé sur la chat room des vidéos illégales téléchargées sur le net, ce dernier a toutefois nié avoir pris la moindre photo ou vidéo de lui-même.
Ce dernier a rencontré Jung Joon-young dans le télé-crochet Superstar K 4 et est devenu depuis un ami de longue date.

###### Eddy Kim
Le 4 avril également, il a été révélé que celui-ci faisait partie des chat rooms de Jung Joon-young. Il a été par la suite désigné comme suspect pour la diffusion de photos et de vidéos illégales. La police a d'ailleurs annoncé que ce dernier avait récemment été interrogé et que les autorités enquêtaient pour déterminer s'il avait déjà filmé ou partagé ce genre de vidéos. Mystic Entertainment, son agence, a alors fait une déclaration confirmant les suspicions à son égard. Le 11 avril, tout comme Roy Kim, il sera poursuivi pour le même motif.

#### Services de prostitution à l'étranger
Le 15 mars, KBS a publié des messages échangés à différentes occasions entre Jung Joon-young et Yoo Inseok, et entre Jung Joon-young et Lee Jong-hyun. Ces messages suggèrent de nouvelles suspicions de prostitution, dont une ayant eu lieu à Berlin en Allemagne. Il faut savoir que la loi sud-coréenne interdit aux citoyens sud-coréen d'avoir recours aux services d'une prostituée quel que soit le pays.

### Les policiers: accusés d'être corrompus
À la suite de l'ancienne affaire de Choi Jong-hoon qui a refait surface et à la suspicion que des policiers ont tout fait pour ne pas l'ébruiter, un officier et un ancien policier ont été interpellés par les autorités pour être interrogés. Celui suspecté d'avoir couvert l'arrestation du chanteur et les installations illégales au sein du Monkey Museum est un officier senior super-intendant du nom de "Yoon". Il a été depuis démis de ses fonctions et remplacé. Durant son interrogatoire, l’officier a nié toutes les accusations.
Un mandat d’arrêt a également été émis à l’encontre d’un ancien policier, dénommé M. Kang, cette fois dans l’affaire du Burning Sun. Ce dernier a été arrêté car on le suspecte d’avoir reçu des pots de vin de la part de Seungri pour abandonner l’enquête au sujet du fait que le Burning Sun laissait entrer des filles mineures dans le club à la suite d'un manque de preuves, mais aussi qu'il manquait au devoir. Actuellement, M. Kang travaille dans une société de cosmétiques, mais il servait auparavant en tant qu'officier de police au poste de police de Gangnam-gu. En juillet 2018, la compagnie pour laquelle il travaille a organisé un événement au sein du Burning Sun. Dans les mêmes périodes, des gens avaient rapporté à la police que de jeunes mineures avaient été aperçues en train de boire de l’alcool à l’intérieur de l’établissement nocturne, mais l’enquête n’avait jamais été menée à bien.
Durant son interrogatoire, Yoo Inseok a reconnu avoir payé à M. Kang la somme de 20 millions de wons (15 500 euros) pour boucler l’enquête sur l'entrée des mineures dans le club.
De plus, Bang Jung-hyun, l'avocat qui a permis la révélation des messages issus de la chat room a confirmé qu’ils contenaient des preuves de liens entre Seungri, Jung Joon-young et la police. Beaucoup de messages laissaient supposer que certaines personnes dans ce groupe de conversation avaient des connexions avec des personnes de haut rang au sein de la police. Il a d'ailleurs confirmé que les personnes en question étaient liées à l’affaire du Burning Sun, mais aussi que les messages contenaient des discussions au sujet d'un autre scandale pas encore révélé touchant un autre établissement de Seungri.

### Ouverture d'un nouveau club malgré les controverses
Le 13 mars 2019, Channel A et Dispatch ont révélé que des membres de l'équipe du Burning Sun et du Club Arena s’apprêtaient à ouvrir un nouveau club dans le quartier de Gangnam.

### Évasion fiscale et jeux d'argent
Le 16 mars, Seungri est accusé cette fois-ci d’évasion fiscale à cause de l'une de ses sociétés, BC Holdings, basée à Hong Kong et fondée aux côtés de Yoo Inseok en 2016. Par le biais de cette société, ils ont investi plus de 30 milliards de wons (23,3 millions d’euros) dans différentes sociétés, achetant une compagnie travaillant dans le bâtiment ou investissant par exemple dans des compagnies vietnamiennes.
Le 7 avril, cette société revient d'actualité sur SBS Eight O'Clock News, elle est à présent suspectée d'être une société écran. Seungri, Yoo In Seok et le responsable d'un cabinet de conseil coréen, un dénommé Ryu avaient chacun investi 15 000 ₩ (environ 13 dollars) dans la société, a révélé le média. Les journalistes d'SBS se sont immédiatement rendus à l'adresse indiquée de BC Holdings afin d'inspecter le lieu, mais ne l'ont pas trouvé. Au lieu de cela, elle rendait à un cabinet d’avocats en droit fiscal coréen qui avait d'ailleurs participé à la création de la société. Interrogé sur la société en question, un employé du cabinet a déclaré ne pas pouvoir répondre à la question et qu'il devait avoir la permission pour citer ne serait-ce que la première lettre du nom d'un client. En 2017, BC Holdings a annoncé sur son site web qu'elle opérait avec 30 milliards ₩ (environ 26,4 millions de dollars). Cependant, interrogé sur la véracité de cette affirmation, Ryu répondit qu'ils n'avaient en réalité investi que 10 milliards ₩ (environ 8,8 millions de dollars) au lieu des 30 milliards ₩. Les autorités fiscales de Hong Kong ont alors annoncé l'ouverture prochaine d'une enquête sur BC Holdings pour savoir s'il y a eu tentative d'évasion fiscale ou non. Le média a également signalé que les principaux actionnaires de la société avaient cédé leurs actions en une fois. Pour rappel, le jour même de l'annonce de la fin de sa carrière, donc le 11 mars, Seungri avait démissionné de son poste chez BC Holdings. Par la suite, le 15 mars, lui et un autre actionnaire coréen avaient cédé la totalité de leurs actions à un Japonais anonyme, tandis qu'un haut dirigeant vietnamien de BC Holdings avait soudainement démissionné de son poste. Un expert en capital-investissement a déclaré qu'il était inhabituel qu'une compagnie comme celle-ci ait investi 10 milliards ₩ (environ 8,8 millions de dollars) alors que l'investissement initial pour créer une société n'est que d'environ 40 000 ₩ (environ 35 dollars). En outre, SBS a révélé que le bureau coréen de BC Holdings, ainsi que le cabinet dirigé par Ryu, étaient tous situés dans la même zone que le bureau de Yuri Holdings. Ryu a expliqué que BC Holdings était la seule société où il jouait simplement un rôle de consultant en management.
Le 6 mars, un autre club a également été accusé d'évasion fiscale. Selon Kuki News, un club appartenant à Seungri et à Yang Hyun-suk, le fondateur de YG Entertainment, feraient passer leur club pour un restaurant afin d’éviter de payer des taxes. Portant le nom de Love Signal, le club opérait sous le nom de Club X jusqu'à août 2018. Club X était un club que Seungri gérait lui-même. Le problème principal venait du fait que l'établissement était situé à Mapo-gu, une zone dans laquelle les boîtes de nuit sont interdites. Pour ce faire, une loi a été passée en 2015 stipulant qu'à leur place les clients avaient seulement le droit de danser dans des restaurants. Malgré cela, le nightclub possédait sa propre piste de danse, et les clients y dansaient comme s'ils étaient dans un club. Pourtant, l'établissement était enregistré comme un restaurant, et non pas comme une boîte de nuit. On suspecte donc l’établissement de mentir sur la nature de ses activités pour éviter de payer des taxes. En effet, un restaurant paye 10 % de taxes sur ses revenus, tandis qu’un établissement pour adultes doit en payer 23 %. Toujours selon Kuki News, alors que Seungri était le gérant de l’établissement, le club était la propriété d'une société détenue par Yang Hyun-suk, puisque ce dernier détenait 70 % des parts de la société en question. Si l'on en croit le média, les 30 % restants de la compagnie était d'ailleurs revenus à son frère, Yang Min-suk.
Le chanteur a été par la suite accusé de participer à des jeux d’argent à Las Vegas et d'avoir déposé de grosses sommes d’argent. Selon la loi sud-coréenne, il est illégal pour les citoyens sud-coréens de jouer aux jeux d'argent quel que soit le lieu, exception faite à Kangwon Land, le seul endroit où cela est autorisé pour eux. Le concerné aurait également déposé l'argent qu'il gagnait sur un compte au casino, un moyen pour lui d'éviter de contourner les autorités ou d'être questionné sur la provenance de cette somme, d'autant plus qu'en déposant l'argent sur un compte comme celui-ci, il est possible de se le faire directement transférer en Corée du Sud en toute discrétion par le biais d’intermédiaires.

## Le réveil des victimes
Le 19 avril, une femme a décidé de porter plainte contre cinq membres de l'une des chat rooms. Kang Kyung-yoon a interviewé cette jeune femme qui dit avoir été violée lorsqu'elle était tombée inconsciente au cours d'une soirée en mars 2016. Elle a révélé que les personnes présentes ce soir-là étaient Jung Joon-young, Choi Joong-hoon, M. Kim, M. Heo (un ancien employé de YG Entertainment) et un certain homme d'affaires dénommé M. Park. C'est après avoir contacté Bang Jung-hyun, l'avocat en possession des messages que la jeune femme a pu confirmer que ces derniers avaient parlé d'elle sur la chat room et s'étaient partagé entre eux des photos d'elle. D'après les échanges à son sujet révélés par l'avocat, il y aurait un enregistrement audio, six photos, et des conversations concernant l'agression. Le lendemain, des messages ont été dévoilés et ont montré que Jung Joon-young faisait mention du viol sur la chat room, et Choi Jong-hoon aurait dit avoir eu du mal à se retenir de rire pour agresser la jeune femme alors inconsciente,.
Toujours le 19 avril, la chaîne SBS a obtenu le témoignage d'une dénommée Mme Lee. En 2016, cette dernière avait été invitée par un proche de Seungri pour une réunion qui avait lieu à l'étranger et auquel participaient celui-ci, mais également Roy Kim et Yoo Inseok. Elle a déclaré qu'à l'époque elle ne connaissait aucun des hommes présents à cette réunion, et a toutefois accepté de s'y rendre avec ses amies parce qu'on lui avait dit que les hommes et les femmes seraient logés dans des logements séparés. La jeune femme a révélé à la chaîne que les logements réservés aux femmes nécessitaient un code pour entrer. Toutefois, lors de la soirée, elle a rapidement perdu connaissance et s'est retrouvée dans le lit d'une autre pièce de son logement. Selon SBS, la jeune femme n'a finalement appris ce qui lui était arrivé que trois ans plus tard, quand le scandale des chat rooms a éclaté. Dans de nouveaux messages révélés, un certain Kim dans l'une des chat rooms partage un extrait vidéo du viol après la réunion. Durant l'enquête, celui-ci a reconnu devant la police avoir filmé sans son consentement, mais il prétend qu'elle était consentante pour avoir des relations sexuelles. La police a confirmé que Mme. Lee était bel et bien la personne qui apparaît dans les vidéos, et M. Kim est actuellement poursuivi sur des suspicions de "quasirape" (un terme utilisé en Corée du Sud pour désigner une situation dans laquelle un individu profite de l'inconscience d'une personne pour avoir des relations sexuelles avec elle), et l'enquête va se poursuivre pour déterminer si la jeune femme a auparavant été droguée par le suspect.
Le 22 avril, un groupe de femmes s'est entretenu avec Channel A et ont déclaré avoir été agressées sexuellement à Hongcheon par Jung Joon-young, Choi Jong-hoon et d'autres. Les femmes ont affirmé que les hommes leur ont donné à boire et qu'elles n'avaient aucun souvenir de ce qui s'est passé ensuite. Elles ont depuis porté plainte. Selon le média, cinq hommes, incluant Jung Joon-young et Choi Jong-hoon, ainsi qu'un employé du Burning Sun, se seraient rendus en janvier 2016 dans un complexe hôtelier de Hongcheon. Jung Joon-young aurait planifié le voyage et invité plusieurs connaissances féminines.

## Des célébrités visées à la suite du scandale
Plusieurs groupes de différentes agences ont été pris pour cible par des fans d'autres groupes pour avoir une quelconque implication dans cette affaire tels que Twice, EXO ou encore BLACKPINK. JYP Entertainment, SM Entertainment et YG Entertainment ont donc en réponse annoncé qu'ils prendraient des mesures légales sévères contre ces rumeurs,.
L'acteur taïwanais Darren Wang a intenté une action en justice contre des rumeurs malveillantes. Ces rumeurs étaient survenues à la suite de photos qu'il avait prises avec Seungri, dont une au Burning Sun en janvier 2019. Le 14 mars, son agence a réfuté ces fausses rumeurs sur les réseaux sociaux.
L'actrice Song Da-eun s'est également exprimé sur sa position au sujet de l'hypothèse selon laquelle elle pourrait avoir un lien avec l'affaire du Burning Sun en raison de son amitié avec Seungri. Son agence a déclaré qu'elle n'avait rien à voir avec cette série d'événements liés au club, qu'il s'agissait d'une rumeur sans fondement. Par conséquent, Song Da-eun souffre de dommages matériels et mentaux. L'agence a alors averti que s'il y avait persistance de ces rumeurs, les auteurs seraient traités juridiquement.
En plein conflit avec son agence pour demander la fin de son contrat, le chanteur Kang Daniel a vu naître des rumeurs selon lesquelles le point de départ de cette dispute serait l'une des connaissances de Seungri. D'après ces spéculations, Seungri aurait présenté celui-ci à une influente taïwanaise d'une quarantaine d'années qui aurait investi dans Yuri Holdings, ce qui aurait mené à des conflits entre l'ex-membre de Wanna One et son agence. Son avocat a alors déclaré : « Kang Daniel n’a jamais passé de temps avec Seungri, et il n’a jamais mis les pieds au Burning Sun. Même si Seungri a assisté au concert de Wanna One, il y a été en tant qu'artiste senior uniquement. » ; « Nous vérifions actuellement toutes les rumeurs, et nous prendrons des mesures légales aussi vite que possible quand tout sera réglé. », a poursuivi l’avocat. De son côté, la chanteuse Mina du groupe AOA a répondu sur Instagram à un internaute qui a tenté de la lier aux récentes controverses entourant Seungri.
Le 13 mars, Zico, le leader du groupe Block B, a répondu aux rumeurs le liant à l'affaire du téléphone de Jung Joon-young. En effet, un extrait d'un épisode de l'émission sud-coréenne "Radio Star" diffusé en 2016 a refait surface en ligne. Dans cet épisode, Zico parlait du "téléphone doré" de ce dernier, mentionnant le fait qu'il avait un téléphone spécial qu'il utilisait seulement pour discuter sur KakaoTalk. Le fait est que quand il rendait visite au chanteur, il passait son temps à regarder ce qu'il y avait sur le téléphone celui-ci. Beaucoup de personnes se sont mises alors à penser que le rappeur connaissait donc le contenu du téléphone de Jung Joon-young, et qu'il s’agissait du téléphone contenant les photos et vidéos volées de jeunes femmes. Le lendemain, Zico a donc répondu aux rumeurs sur Instagram en évoquant le fait qu'il n'avait vu que la liste des connaissances et qu'il n'était plus en contact avec lui depuis longtemps.
Le 23 mars, au cours de l'émission "Unanswered Questions", une photo montrant Ji Chang-wook et l'investisseuse taïwanaise Mme. Lin a déclenché des rumeurs chez les internautes selon lesquelles il serait impliqué à l'affaire ou encore qu'il entretiendrait des liens étroites avec cette dernière. Le lendemain, la chaîne SBS a expliqué les raisons pour lesquelles elle a dévoilé cette photo en déclarant que le but était uniquement de montrer que Mme. Lin connaissait beaucoup de célébrités sud coréennes. L'actrice Go Joon-hee a elle aussi été victime de spéculations à la suite de la révélation de messages d'une chat room composé de Seungri, Choi Jong-hoon et Jung Joon-young. Ces derniers parlaient d'inviter des filles pour divertir un investisseur étranger qui était de passage en Corée du Sud et avaient cité une actrice qu'ils espéraient inviter mais qui se trouvait à New York à l'époque. Après la diffusion de l'émission, certaines personnes ont supposé que c'était elle la femme en question et lui ont alors posé des questions sur Instagram, qui ont toutes été démenties par l'actrice. Le 1er avril$5, celle-ci a posté sur Instagram un message selon lequel elle intentera une action en justice contre les rumeurs concernant sa soi-disant implication dans les controverses en cours.
L'acteur Cha Tae-hyun et le comédien Kim Jun-ho, qui avaient participé à l'émission "2 Days & 1 Night" avec Jung Joon-young, ont annoncé leur retraite de l'industrie du divertissement le 16 mars, après que des conversations avec Jung Joon-young ont été révélées et montraient que ces derniers se prêtaient à des paris pendant une partie au golf,.
L'agence de l'actrice Park Han-byul, épouse de Yoo Inseok, a soutenu le fait qu'elle travaillait avec Seungri uniquement en tant que partenaires commerciaux. Lors de l'interrogatoire de Choi Jong-hoon le 16 mars, ce dernier a révélé avoir joué au golf avec l'officier Yoon et sa femme, ainsi qu'avec Yoo Inseok et l'actrice. Celle-ci, après avoir été interrogé par la police, a présenté des excuses publiques à la suite des controverses. Elle a déclaré qu'elle continuerait le tournage du drama Love in Sadness malgré cela. Certains internautes ont d'ailleurs souhaité son retrait du drama,,. Go Joon-hee
Le 3 avril, le label SJ, l'agence de Kangin, membre des Super Junior, a publié un communiqué dans lequel il reconnaissait que le chanteur et Jung Joon-young s'échangeaient des messages à l'époque où ils travaillaient ensemble pour une émission de télévision il y a de cela trois ans. Elle a déclaré ensuite qu'ils ne se sont plus parlé après la fin de l'émission et a nié toute activité illégale de sa part. Le lendemain, la police a déclaré que Kangin, Jeong Jin-woon du groupe 2AM et le modèle Lee Cheol-woo ont participé à ces échanges mobiles. Cependant, sans aucun signe clair de comportement criminel, la police n'envisage pas de les interroger.

## Verdict
Le 10 juillet, le chef de la police a déclaré que lui et son équipe n'ont pas pu confirmer que des violences sexuelles ont eu lieu dans les salons VIP malgré les nombreuses arrestations.

## Conséquences sécuritaires
Le 24 mars 2019, les médias ont annoncé que la plupart des festivals electro de Séoul n'incluraient plus d'afterparty dans les night clubs de Gangnam cette année, en raison de l'enquête mené au Burning Sun. Les festivals sont souvent promus en association avec des compagnies de clubs et des night clubs. Le World DJ Festival et le Spectrum Dance Music Festival ont tenu des afterparty au Burning Sun, ainsi que dans d'autres clubs en 2018. Ultra Korea, le plus grand organisateur de festivals electro en Corée du Sud, a déclaré qu'en raison du scandale selon lesquelles le GHB, une drogue appelée "mulpong" en Corée du Sud, et le cannabis seraient consommées lors d'événements comme celui-ci, des programmes ont été mises en œuvre pour mobiliser des chiens de détection, des contrôles de sac au rayons X pour surveiller le trafic de drogue cette année.

## Conséquences culturelles
Le 25 mars 2019, la police a annoncé plus de 500 arrestations liées au trafic de drogue, après avoir déclaré une « guerre totale » contre ce fléau le 25 février à la suite de l'éclatement du scandale. Sur les 523 arrestations pour consommation et distribution de drogues, 216 ont été emprisonnées. 421 cas concernaient des substances psychotomimétiques telles que le GHB, 69 cas concernaient le cannabis, et 21 cas concernaient d'autres drogues telles que la cocaïne.

## Conséquences économiques
Entre le 25 février et le 15 mars 2019, cinq grandes maisons de disques sud-coréennes ont perdu 17,52 % de leur valeur, leur valeur de marché passant de 3,35 milliards ₩ (environ 2,96 millions de dollars américains) à 2,76 milliards ₩. Les actions de YG Entertainment ont chuté de 24,8 % au cours de la même période, avec une chute de 20 % pour SM Entertainment, Cube Entertainment et FNC Entertainment, ainsi que 5,5 % pour JYP Entertainment.

## Réactions
Un représentant du Centre coréen de lutte contre la violence sexuelle sur Internet (KCSVRC), un groupe d'activistes de Séoul qui fournit des conseils juridiques aux victimes de « molka », a déclaré qu'il y avait beaucoup de « Jung Joon-young » dans la société, et si le scandale n'avait pas impliqué une célébrité, la situation resterait telle qu'elle. Ils ont dit espérer que la colère suscitée changerait la façon dont ces cas sont examinés et punis, affirmant qu'un véritable changement doit venir de l'intérieur d'une société masculine et qu'il n'est pas correct de partager ou de regarder ce genre de vidéos.
Les réactions des fans ont été fortes, certains appelant YG Entertainment à renvoyer Seungri du groupe, l'accusant de ternir l'image du groupe, d'avoir profité de la célébrité du groupe pour promouvoir son entreprise, ainsi que d'avoir provoqué des ramifications dans la société. Certains voulaient une explication de la part de l'agence, attendant même devant le bureau de leur société basée à Séoul, dans l'espoir de les questionner. Le scandale a notamment ranimé une ancienne affaire, celle du suicide de l'actrice Jang Ja-yeon, qui est devenu le sujet le plus controversé sur le site Sina Weibo, les internautes exprimant leur espoir que la vérité éclate et que la justice l'emporte. Des fans indonésiens dévoués au chanteur se sont rassemblés à Jakarta pour le soutenir. Un fan de Seungri, Zhang Ziwei, a déclaré au Global Times : « Cela se comprend. Après tant d'années d'affection et de dévotion, il est difficile d'accepter la réalité », ajoutant qu'elle s'était sentie profondément blessée et « engourdie de déception ».

## Chat room 2.0
Le 19 avril, le DSO, un organisme qui lutte contre les crimes sexuels sur les réseaux sociaux, a révélé l'existence d'une chat room via des captures d'écrans dans laquelle plus de 60 journalistes s'échangent des photos et vidéos des victimes d'agressions sexuelles, une pratique particulièrement utilisée depuis que le scandale des chat rooms de Jung Joon-young a éclaté. Selon le DSO, les journalistes en question n'hésiteraient pas à partager entre eux des numéros, des noms, des âges, et même les comptes des différentes victimes.